# Pražský komorní sbor
Pražský komorní sbor byl český pěvecký sbor založený v roce 1990 zpěváky Pražského filharmonického sboru.

## Činnost
Od svého založení účinkoval na mnoha koncertech v Austrálii, Brazílii, Izraeli, Japonsku, Libanonu a v mnoha evropských zemích a na mnoha festivalech. V letech 1993–2010 byl sbor stálým sborem Rossiniho operního festivalu v italském Pesaru, na hudebním festivalu ve Wexfordu a jinde).
V roce 2009 se sbor transformoval na obecně prospěšnou společnost a zahájil vlastní koncertní cyklus PKS Pražanům.

## Sbormistři
Hlavními sbormistry byli
- Josef Pančík (1990–2006)
- Jaroslav Brych (od roku 2006)

Spolupracující sbormistři
- Robert Hugo
- Lubomír Mátl
- Adolf Melichar
- Pavel Vaněk
- Roman Válek
- Pavel Kühn (1938–2003).